# ジャストミート (曲)
「ジャストミート」は、SILENT SIRENの14枚目のシングル。2017年10月11日に発売された。

## 概要
- 前作『AKANE/あわあわ』から約5ヶ月振りのリリース。
- 表題曲「ジャストミート」は、TBS系「王様のブランチ」2017年10月度エンディングテーマ[1]。
- 「ジャストミート」は、理想のダーリンを捕まえる女の子の恋を、野球に例えてキュートに歌った楽曲となっている[2]。

## 販売形態
- 初回限定盤A（CD+DVD「ジャストミート」MV＆メイキング映像を収録）：UPCH-89363
- 初回限定盤B（CD+DVD ジャケット写真撮影メイキング映像を収録）：UPCH-89364
- 通常盤（CDのみ）：UPCH-80484
- ファンクラブ限定盤（CD+DVD メンバー四人のシェアハウス「SAISAI HOUSE」を収録+ポストカードセット）：PDCN-5907

## 収録曲
全作詞：すぅ、作曲・編曲：クボナオキ
1. ジャストミート
  - TBS系「王様のブランチ」2017年10月度エンディングテーマ[1]
2. フユメグ

### 初回限定盤DVD
- A
  1. 「ジャストミート」MV
  2. 「ジャストミート」メイキング
- B
  - 「ジャストミート」ジャケット写真撮影メイキング
- ファンクラブ限定盤
  - メンバー四人のシェアハウス「SAISAI HOUSE」